# Cass Elliot
Cass Elliot (født Ellen Naomi Cohen den 19. september 1941, død 29. juli 1974) var en amerikansk sangerinde, der er mest kendt for at være sanger i folk-rock bandet The Mamas And The Papas. Som solist fik hun tillige succes med "Make Your Own Kind Of Music", og "Dream A Little Dream Of Me".

## Død
Cass Elliot døde af et hjerteanfald i 1974. Myten er at hun døde af at blive kvalt i en skinkesandwich, men det er ikke sandt.

## Diskografi

### Albums

#### The Big 3
- 1963: The Big 3
- 1964: Live at the Recording Studio

#### The Mugwumps
- 1965: The Mugwumps

#### The Mamas and the Papas
- 1966: If You Can Believe Your Eyes and Ears
- 1966: The Mamas & the Papas
- 1967: The Mamas and the Papas Deliver
- 1968: The Papas & The Mamas
- 1970: Monterey Pop Festival (Live)[2] (recorded in 1967)
- 1971: People Like Us

#### Solo
| År   | Album                                          | Hitlisteplacering | Noter                                                                      |
| ---- | ---------------------------------------------- | ----------------- | -------------------------------------------------------------------------- |
| 1968 | Dream a Little Dream                           | #87               |                                                                            |
| 1969 | Bubblegum, Lemonade, and... Something for Mama | #91               |                                                                            |
| 1969 | Make Your Own Kind of Music                    | #169              | This was a reissue of Bubblegum, Lemonade - with the hit title song added. |
| 1970 | Mama's Big Ones                                | #194              |                                                                            |
| 1971 | Dave Mason & Cass Elliot                       | #49               | with Dave Mason                                                            |
| 1972 | Cass Elliot                                    | -                 |                                                                            |
| 1972 | The Road Is No Place for a Lady                | -                 |                                                                            |
| 1973 | Don't Call Me Mama Anymore                     | -                 | Recorded Live                                                              |

"-" indicates the album did not chart or was not released in that territory.
Soundtrack
- 1970: Pufnstuf (soundtrack med Mama Cass)
- 1971: "The Costume Ball" from Doctor's Wives
- 1996: Beautiful Thing (soundtrack med Mama Cass og the Mamas and the Papas)

### Single
| År   | Single                                                                                              | Hitlisteplacering | Hitlisteplacering | Hitlisteplacering | Hitlisteplacering | Hitlisteplacering | Hitlisteplacering | Hitlisteplacering |                     | Album                                                                    |
| År   | Single                                                                                              | US                | US AC             | CAN               | CAN AC            | UK                | IRE               | AUS               | US Cash Box Top 100 | Album                                                                    |
| ---- | --------------------------------------------------------------------------------------------------- | ----------------- | ----------------- | ----------------- | ----------------- | ----------------- | ----------------- | ----------------- | ------------------- | ------------------------------------------------------------------------ |
| 1968 | "Dream a Little Dream of Me" b/w "Midnight Voyage" Listed as "Mama Cass with The Mamas & the Papas" | 12                | 2                 | 7                 | -                 | 11                | 13                | 1                 | 10                  | A & B: The Papas & The Mamas A: Dream a Little Dream (Cass Elliot album) |
| 1968 | "California Earthquake" b/w "Talkin' to Your Toothbrush"                                            | 67                | -                 | 51                | -                 | -                 | -                 | 94                | 74                  | Dream a Little Dream                                                     |
| 1969 | "It's Getting Better" b/w "Who's to Blame"                                                          | 30                | 13                | 31                | 7                 | 8                 | 3                 | 53                | 35                  | Bubblegum, Lemonade, and... Something for Mama                           |
| 1969 | "Move in a Little Closer, Baby" b/w "All for Me" (non-album track)                                  | 58                | 32                | 55                | 19                | -                 | -                 | 34                | 59                  | Bubblegum, Lemonade, and... Something for Mama                           |
| 1969 | "Make Your Own Kind of Music" b/w "Lady Love"                                                       | 36                | 6                 | 20                | 7                 | -                 | -                 | 72                | 25                  | Make Your Own Kind of Music                                              |
| 1970 | "New World Coming" b/w "Blow Me a Kiss" (from Make Your Own Kind of Music)                          | 42                | 4                 | 22                | 4                 | -                 | -                 | -                 | 30                  | Mama's Big Ones                                                          |
| 1970 | "A Song That Never Comes" b/w "I Can Dream, Can't I" (from Make Your Own Kind Of Music)             | 99                | 25                | -                 | -                 | -                 | -                 | 71                |                     | Mama's Big Ones                                                          |
| 1970 | "The Good Times Are Coming" b/w "Welcome to the World" (from Make Your Own Kind Of Music)           | 104               | 19                | -                 | 8                 | -                 | -                 | -                 |                     | Mama's Big Ones                                                          |
| 1970 | "Don't Let the Good Life Pass You By" b/w "A Song That Never Comes"                                 | 110               | 34                | -                 | -                 | -                 | -                 | -                 |                     | Mama's Big Ones                                                          |
| 1971 | "Something to Make You Happy" b/w "Next to You" Both sides with Dave Mason                          | -                 | -                 | -                 | -                 | -                 | -                 | -                 |                     | Dave Mason & Cass Elliot                                                 |
| 1971 | "Too Much Truth, Too Much Love" b/w "Walk to the Point" Both sides with Dave Mason                  | -                 | -                 | -                 | -                 | -                 | -                 | -                 |                     | Dave Mason & Cass Elliot                                                 |
| 1972 | "Baby I'm Yours" b/w "Cherries Jubilee"                                                             | -                 | -                 | -                 | 18                | -                 | -                 | -                 |                     | Cass Elliot                                                              |
| 1972 | "That Song" b/w "When It Doesn't Work Out"                                                          | -                 | -                 | -                 | -                 | -                 | -                 | -                 |                     | Cass Elliot                                                              |
| 1972 | "(If You're Gonna) Break Another Heart" b/w "Disney Girls" (from Cass Elliot)                       | -                 | -                 | -                 | -                 | 54                | -                 | -                 |                     | The Road Is No Place for a Lady                                          |
| 1972 | "Does Anybody Love You" b/w "The Road Is No Place for a Lady"                                       | -                 | -                 | -                 | -                 | -                 | -                 | -                 |                     | The Road Is No Place for a Lady                                          |
| 1973 | "I Think a Lot About You" b/w "Listen to the World" (non-album track)                               | -                 | -                 | -                 | -                 | -                 | -                 | -                 |                     | Don't Call Me Mama Anymore                                               |